# Чернища
Чернища (на гръцки: Τζέρνιστα) е бивше село в Република Гърция, разположено на територията на дем Сервия в област Западна Македония.

## География
Чернища е било разположено северозападно от Сервия и източно от село Палеограцано.

## История
В 1528 година Чернища има 45 домакинства с 203 жители.
В 1812 година над бившето село Мосхохори е построена църквата „Света Параскева“, на място, където според легендата жителите на село Чернища намерили икона на света Петка в една пещера.
Към началото на XX век селото е изчезнало.